# Кищенецька сільська рада
Кищене́цька сільська́ ра́да — адміністративно-територіальна одиниця та орган місцевого самоврядування в Маньківському районі Черкаської області. Адміністративний центр — село Кищенці.

## Загальні відомості
- Населення ради: 956 осіб (станом на 2001 рік)

## Населені пункти
Сільській раді були підпорядковані населені пункти:
- с. Кищенці

## Склад ради
Рада складалася з 16 депутатів та голови.
- Голова ради: Віштак Ігор Анатолійович
- Секретар ради: Коваль Світлана Іванівна

### Керівний склад попередніх скликань
| Прізвище, ім'я, по батькові | Основні відомості                                                                                  | Дата обрання | Дата звільнення |
| --------------------------- | -------------------------------------------------------------------------------------------------- | ------------ | --------------- |
| Шимко Лариса Андріївна      | Сільський голова, 1977 року народження, член Народної партії                                       | 26.03.2006   | 31.10.2010      |
| Віштак Ігор Анатолійович    | Сільський голова, 1987 року народження, освіта вища, член Всеукраїнського об'єднання «Батьківщина» | 31.10.2010   |                 |

Примітка: таблиця складена за даними сайту Верховної Ради України

### Депутати
За результатами місцевих виборів 2010 року депутатами ради стали:

#### За суб'єктами висування
| Суб'єкт висування                                       | Кількість обраних депутатів | %    |
| ------------------------------------------------------- | --------------------------- | ---- |
| Політична партія Всеукраїнське об'єднання «Батьківщина» | 12                          | 75   |
| Народна партія                                          | 2                           | 12,5 |
| Самовисування                                           | 2                           | 12,5 |

#### За округами
| № округу                                                | Прізвище, ім'я, по батькові    | Дата визнання обраним | Освіта             | Партійна приналежність                        | Відомості про обраного депутата                       |
| ------------------------------------------------------- | ------------------------------ | --------------------- | ------------------ | --------------------------------------------- | ----------------------------------------------------- |
| Народна Партія                                          |                                |                       |                    |                                               |                                                       |
| 1                                                       | Копистира Олена Дмитрівна      | 01.11.2010            | вища               | позапартійна                                  | фермерське господарство «Обрій», бухгалтер            |
| 9                                                       | Тисанюк Світлана Григорівна    | 01.11.2010            | середня            | член Народної партії                          | тимчасово не працює                                   |
| Політична партія Всеукраїнське об'єднання «Батьківщина» |                                |                       |                    |                                               |                                                       |
| 2                                                       | Орошкевич Олена Миколаївна     | 01.11.2010            | середня спеціальна | член Всеукраїнського об'єднання «Батьківщина» | ТОВ «Кищенці», прибиральник                           |
| 3                                                       | Чалий Григорій Петрович        | 01.11.2010            | середня            | член Всеукраїнського об'єднання «Батьківщина» | пенсіонер                                             |
| 5                                                       | Талан Юлія Володимирівна       | 01.11.2010            | середня спеціальна | член Всеукраїнського об'єднання «Батьківщина» | Кищенецький СБК, прибиральник службових приміщень     |
| 6                                                       | Манзюк Сергій Володимирович    | 01.11.2010            | вища               | член Всеукраїнського об'єднання «Батьківщина» | ТОВ «Кищенці», менеджер                               |
| 7                                                       | Миронюк Ірина Вікторівна       | 01.11.2010            | середня            | член Всеукраїнського об'єднання «Батьківщина» | Кищенецька загальноосвітня школа І-ІІІ ст., кухар     |
| 8                                                       | Хлопетчук Ніна Володимирівна   | 01.11.2010            | вища               | член Всеукраїнського об'єднання «Батьківщина» | Кищенецька сільська рада, спеціаліст — землевпорядник |
| 10                                                      | Діденко Валерій Павлович       | 01.11.2010            | середня спеціальна | член Всеукраїнського об'єднання «Батьківщина» | приватний підприємець                                 |
| 11                                                      | Попович Олена Миколаївна       | 01.11.2010            | вища               | член Всеукраїнського об'єднання «Батьківщина» | ТОВ «Кищенці», бухгалтер                              |
| 12                                                      | Петренко Марія Петрівна        | 01.11.2010            | вища               | член Всеукраїнського об'єднання «Батьківщина» | Магазин «Світлана», продавець                         |
| 13                                                      | Пиндик Ніна Григорівна         | 01.11.2010            | середня            | член Всеукраїнського об'єднання «Батьківщина» | тимчасово не працює                                   |
| 14                                                      | Затірка Раїса Володимирівна    | 01.11.2010            | середня спеціальна | член Всеукраїнського об'єднання «Батьківщина» | Кищенецький ДНЗ «Берізка», помічник вихователя        |
| 16                                                      | Коваль Світлана Іванівна       | 01.11.2010            | вища               | член Всеукраїнського об'єднання «Батьківщина» | Кищенецька загальноосвітня школа І-ІІІ ст., директор  |
| Самовисування                                           |                                |                       |                    |                                               |                                                       |
| 4                                                       | Копистира Олександр Михайлович | 01.11.2010            | середня            | позапартійний                                 | тимчасово не працює                                   |
| 15                                                      | Кулик Олена Михайлівна         | 01.11.2010            | середня            | позапартійна                                  | фермерське господарство «Обрії», різноробочий         |